# Petter (Name)
Petter ist die schwedische und norwegische und als Petteri finnische Form des männlichen Vornamens Peter sowie ein Familienname.

## Namensträger

### Künstlername
- Petter (Rapper) (Petter Askergren; * 1974), schwedischer Rapper

### Vorname

#### Petter
- Petter Andersson (* 1985), schwedischer ehemaliger Fußballspieler
- Petter Bjällö (* 1975), schwedischer Musicaldarsteller
- Petter Dass (1647–1707), norwegischer Lyriker und Psalmendichter
- Petter Eide (* 1959), norwegischer Verbandsfunktionär und Politiker
- Petter Eldh (* 1983), schwedischer Jazz-Bassist
- Petter Engdahl (* 1994), schwedischer Skilangläufer und Bergläufer
- Petter Granberg (* 1992), schwedischer Eishockeyspieler
- Petter Hansson (* 1976), schwedischer Fußballspieler
- Petter Hegre (* 1969), norwegischer Fotograf und Regisseur
- Petter Hugsted (1921–2000), norwegischer Skispringer
- Petter Karlsson (* 1975), schwedischer Schlittenhundegespann-Lenker (Musher)
- Petter Vaagan Moen (* 1984), norwegischer Fußballspieler
- Petter Myhlback (* 1976), schwedischer Skilangläufer
- Petter Næss (* 1960), norwegischer Schauspieler, Regisseur und Drehbuchautor
- Petter Northug (* 1986), norwegischer Skilangläufer
- Petter Olsen (* 1948), norwegischer Unternehmer und Kunstsammler
- Petter Olsson (1830–1911), schwedischer Konsul
- Petter Renäng (* 1981), schwedischer Radrennfahrer
- Petter Rudi (* 1973), norwegischer Fußballspieler
- Petter Solberg (* 1974), norwegischer Rallyefahrer
- Petter Tande (* 1985), norwegischer Nordischer Kombinierer
- Petter Thoresen (Badminton) (* 1955), norwegischer Badmintonspieler
- Petter Thoresen (Orientierungsläufer) (* 1966), norwegischer Orientierungsläufer
- Petter Vennerød (1948–2021), norwegischer Filmregisseur, Drehbuchautor und Filmproduzent
- Petter Ølberg (* 1960), norwegischer Diplomat
- Petter Øverby (* 1992), norwegischer Handballspieler

Zweitname
- Nils Petter Gleditsch (* 1942), norwegischer Politikwissenschaftler und Friedensforscher
- Johan Petter Johansson (1853–1943), schwedischer Erfinder und Industrieller
- Hans Petter Moland (* 1955), norwegischer Filmregisseur und Drehbuchautor
- Nils Petter Molvær (* 1960), norwegischer Jazz-Trompeter und Musikproduzent
- Lars Petter Nordhaug (* 1984), norwegischer Radrennfahrer
- Ole Petter Ottersen (* 1955), norwegischer Professor der Medizin

#### Petteri
- Petteri Forsell (* 1990), finnischer Fußballspieler
- Petteri Koponen (* 1988), finnischer Basketballspieler
- Petteri Lehto (* 1961), finnischer Eishockeyspieler
- Petteri Lindbohm (* 1993), finnischer Eishockeyspieler
- Petteri Nokelainen (* 1986), finnischer Eishockeyspieler
- Petteri Nummelin (* 1972), finnischer Eishockeyspieler und -trainer
- Petteri Wirtanen (* 1986), finnischer Eishockeyspieler
- Petteri Taalas (* 1961), finnischer Meteorologe

Zweitname
- Riku-Petteri Lehtonen (* 1971), finnischer Eishockeytrainer

### Familienname
- Alexander Petter (1832–1905), österreichischer Apotheker und Museumsdirektor
- Annie J. Petter, französische Helminthologin
- Anton Petter (1781–1858), österreichischer Maler
- Charles Petter (1880–1953), Schweizer Waffenkonstrukteur
- Erich Petter (1876–1957), deutscher Generalmajor
- Francis Petter (1923–2012), französischer Zoologe
- Frank Arjava Petter (* 1960), deutscher Schriftsteller, Dichter, Reiki-Lehrer und Seminarleiter
- Franz Petter (Lehrer) (1789–1853), k. k. österreichischer Lehrer, Dichter und Botanist
- Franz Petter (Sänger) (1869–1942), k. u. k. österreichischer Sänger (Tenor)
- Franz Xaver Petter (1791–1866), k. k. österreichischer Maler
- Guido Petter (1927–2011), italienischer Psychologe und Autor
- Isabelle Petter (* 2000), britische Hockeyspielerin
- Jean-Jacques Petter (1927–2002), französischer Primatologe
- Mario Petter (* 1992), österreichischer Fußballspieler
- Michelle Petter (* 1997), deutsche Volleyballspielerin
- Simone Greiner-Petter-Memm (* 1967), deutsche Biathletin
- Steven De Petter (* 1985), belgischer Fußballspieler
- Theodor Petter (1822–1872), österreichischer Maler
- Ulrich Petter (* 1950), deutscher Musikpädagoge, Musikschulleiter
- Walter Petter († 2012), Schweizer Physiker
- Werner Greiner-Petter (1927–1986), Minister in der DDR
- William Edward Willoughby Petter (Teddy Petter; 1908–1968), englischer Luftfahrtingenieur
- Willy Petter (* 19**), österreichischer Eiskunstläufer